# Ansorge-zebramanguszta
Az Ansorge-zebramanguszta (Crossarchus ansorgei) az emlősök (Mammalia) osztályának a ragadozók (Carnivora) rendjébe, ezen belül a mongúzfélék (Herpestidae) családjába tartozó faj.

## Előfordulása
A faj megtalálható Angola és a Kongói Demokratikus Köztársaság esőerdeiben. Angolában egyetlen példányt találtak belőle 1908-ban a Cuanza-folyótól északra. A Kongói Demokratikus Köztársaságban a Kongó déli oldalán él. Kerüli az ember által lakott területeket.

## Alfajai
- C. a. ansorgei az angolai alfaj
- C. a. nigricolor

A két alfaj előfordulási területe nem fedi át egymást.

## Megjelenése
Az állat hossza 53–55 cm, farkának hossza 20–22 cm, hátsó lábának hossza 6–7 cm, füle 2,5 cm. A kifejlett hím súlya 700 g. Füle rövid és lekerekített, talpa csupasz, hátsó lábának sarka 2 cm magasságig szintén csupasz. Karma hosszú és görbült, különösen az első lábán. Aljszőrzete barnás.
A C. a. ansorgei alfaj szőrzete vörösesbarnás, szőre gyűrűs rajzolatú. Háta sötétebb, pofája világosabb a test többi részénél. Pofáján nincs csíkozás, és csak a mellső lába, hátsó lábának ujjai, tarkója és farkának vége feketés. A C. a. nigricolor alfaj hasonló külső jellemzőkkel rendelkezik, de általános színezete szépiafekete. Háta, oldala, nyaka és feje fehéres vagy sárgás szőrszálakkal pettyezett. Tarkójától farka tövéig sötétebb sáv húzódik. Testének alsó része, farka és végtagjai teljesen feketék. Álla és orra piszkosfehér színű. Szája sarkától füle aljáig fehéres-okkersárgás csík húzódik. Füle tövének belső felén fehéres bojt van. A hímek farka bojtosabb, mint a nőstényeké.

## Életmódja
Az eddig gyűjtött egyedek mind lombhullató esőerdőből származtak. A faj egyedei csapatban élnek, többnyire nappali életmódot folytatnak. Elsősorban az erdő területén maradnak, nem látogatják az ember által művelt területeket.

## Táplálkozása
Táplálékát gerinctelenek, rovarok,  lárvák, tojások alkotják. Egy fogságban tartott párnál megfigyelték, hogy nem fogadták el a gyümölcsöket, gombákat és bogyókat, inkább húsfélét és rovarokat ettek.

## Szaporodása
A nőstények gyakran képesek a párzásra, évente akár kilenc alkalommal is lehet peteérésük. Természetes körülmények között évente 2–3 alomnak adnak életet. Nyolc hetes vemhesség után 2–4 utód születik. Születéskor az utódok hossza 
9–10 mm, farkuk 3 mm hosszú. Szemük 12 napos korukban nyílik ki, három hetes korukban már szilárd táplálékot esznek. Öthetes korukban kezd kifejlődni felnőtt szőrzetük. Élettartamuk fogságban elérheti a 9 évet. 

## Természetvédelmi helyzete
A Természetvédelmi Világszövetségnek nincs elegendő adata a faj veszélyeztetettségi állapotának felmérésére. A faj számára a legnagyobb veszélyt az élőhely elveszése és élelmezési célú vadászata jelenti. A Kongói Demokratikus Köztársaságban lévő Salonga Nemzeti Park természetvédelmi programja ennek a fajnak a megfigyelésére is kiterjed.

## Külső hivatkozások
- A faj szerepel a Természetvédelmi Világszövetség Vörös Listáján. IUCN. (Hozzáférés: 2009. szeptember 13.)